# Maison du Temps Jadis
La Maison du Temps Jadis est un monument de la ville de Vernon dans l'Eure.

## Histoire
La bâtisse date de 1450-1460. Elle a été épargnée par les bombardements de juin 1940, de la même façon que subsiste la collégiale Notre-Dame dont elle est séparée par l'étroite rue Saint-Sauveur.
Elle est classée au titre des monuments historiques depuis 1924.
Située à hauteur de la place Adolphe-Barette (un maire historique) le long de la rue Carnot, soit face à l'hôtel de ville, elle a pendant plusieurs années abrité un office du tourisme.